# Stephen Breyer
Stephen Gerald Breyer (San Francisco, Californië, 15 augustus 1938) is een Amerikaans jurist. Hij was van 1994 tot 2022 rechter in het Hooggerechtshof van de Verenigde Staten.

## Biografie
Breyer werd geboren in San Francisco. Hij behaalde een Bachelor of Arts in de filosofie aan Stanford University, een Bachelor of Arts aan Magdalen College (Universiteit van Oxford), en een Bachelor of Laws aan de Harvard Law School.
Hij werkte als juridisch medewerker voor Hooggerechtshofrechter Arthur Goldberg in 1964 en als bijzonder assistent van de Onderminister van Justitie voor Mededingingszaken. Voorts was hij assistent-aanklager bij de Watergate-affaire en jurist voor de Juridische Commissie van de Senaat.
Breyer werkte als universitair docent en hoogleraar aan Harvard Law School van 1967 tot 1994, als hoogleraar aan de Harvard University Kennedy School of Government van 1977 tot 1980 en als gasthoogleraar aan het College of Law van Sydney en aan de Universiteit van Rome. Aan Harvard stond Breyer bekend als een expert op het gebied van bestuursrecht.
Van 1980 tot 1994 diende Breyer als rechter aan het Hof van Beroep voor het 1e circuit, en als president van dit hof van 1990 tot 1994. Hij was ook een lid van diverse nationale commissies, waarin hij een belangrijke rol speelde in het ontwikkelen van richtlijnen voor het uniformeren van straffen.
In 1994 werd Breyer door president Clinton benoemd tot rechter in het Hooggerechtshof, als opvolger van de teruggetreden Harry Blackmun. Zijn nominatie werd door de Senaat bevestigd met 87 stemmen tegen 9, en Breyer begon zijn nieuwe functie op 3 augustus 1994. Op 26 januari 2022 bleek dat hij aan het einde van het zittingsjaar 2021-2022 van het Supreme Court ontslag zal nemen. Daardoor zal president Biden in staat zijn om in zijn plaats een Afro-Amerikaanse vrouw voor te dragen, zoals hij in zijn verkiezingscampagne beloofde. Verschillende democraten hadden aangedrongen op deze beslissing om een debacle als bij de opvolging van Ruth Bader Ginsburg - de liberale, progressieve Bader Ginsburg werd na haar overlijden in het ambt door president Trump door de republikeinse, conservatieve en katholieke Amy Coney Barrett vervangen - te voorkomen.
Breyer is sinds 1967 getrouwd met Joanna Hare. Zij hebben drie kinderen.

## Opstelling in het Hooggerechtshof
Over het algemeen heeft Breyer een pragmatische insteek bij grondwettelijke kwesties, waarbij hij meer geïnteresseerd lijkt in samenhang en continuïteit van het recht dan in het volgen van doctrinaire, historische of grammaticale interpretaties. Breyer wordt over het algemeen als gematigd beschouwd, hoewel hij vaak de kant heeft gekozen van de meer liberale rechters John Paul Stevens, Sonia Sotomayor en Ruth Bader Ginsburg. Hij heeft vaak gestemd voor behoud van abortusrechten, een van de meest controversiële onderwerpen in het Hooggerechtshof. Hij heeft ook erop aangedrongen dat het Hooggerechtshof internationaal recht aanhaalt in zijn besluiten. Breyer staat echter ook welwillend tegenover de belangen van wetshandhavers.
Breyer staat bekend om zijn persoonlijke schrijfstijl, waarin hij nooit voetnoten gebruikt, omdat hij vindt dat het leesbaarder is om alle citaten in de tekst zelf op te nemen.